# Юность Маши Строговой
«Юность Маши Строговой»  — повесть Марии Прилежаевой 1948 года.
О молодой учительнице, для которой окончание учёбы в пединституте и первый трудовой год пришлись на годы войны.
Образ Маши Строговой покоряюще обаятелен.

## Содержание
Стро-го-ва! Вы оправдываете фамилию. Строгая. В древние времена такие за убеждения шли на костер. Сейчас - на подвиг. На труд без пощады к себе. На любовь, которая спасает, как маяк...
Осень 1941 года. Москву бомбят. Маша Строгова — 19-летняя студентка третьего курса русской секции литературного отделения пединститута, живущая с родителями в Палашовском переулке у Пушкинского сквера, несмотря на желание остаться защищать Москву и протест на комсомольском собрании, отправляется эшелоном в эвакуацию в Среднюю Азию. Её однокурсник Митя Агапов уходит на фронт — так они расстаются первый раз.
В эвакуации Маша пытается устроиться на оборонный завод, но ей дают задание учиться. Она становится студенткой «Третьего русского» курса местного пединститута, где русскую литературу преподаёт знакомый ей по московскому институту профессор Валентин Антонович.
Маша знакомится с новыми сокурсниками: неугомонным старостой курса Юрой Усковым — не взятым на фронт калекой, эвакуированной киевлянкой Аней Хроменко, неуклюжей Катей Елисеевой по прозвищу «тридцать три несчастья», а также с другими студентами.
Они учатся и одновременно делают «Всё для фронта! Всё для победы!»: зимой разгружают эшелоны с саксаулом, летом 1942-го, слушая по радио о Сталинградской битве, «Третий русский» под палящим солнцем убирает свеклу на полях совхоза «Гигант».
Маша узнаёт о том, что в госпитале по ранению находится её московский однокурсник Митя Агапов, но из-за взаимной ревности они снова расстанутся — во второй раз.
В феврале 1943 года Маша с матерью возвращается в Москву, в свой институт. И снова встречает там профессора Валентина Антоновича вернувшегося с фронта где он, как он пошутил: «Старался всеми силами форсировать освобождение пушкинских мест» — читал лекции перед солдатами. Но старых однокурсников в институте нет: воюет, убит, пропал без вести. И занятия в промёрзлых стенах, когда в середине лекции возникал иногда равномерный шум: студенты притопывали окоченевшими ногами. И постоянный голод — свой обед Маша носит домой маме.
Романтизм? Но если голодна и больна твоя мать, и вплотную к тебе придвинулись грозные будни, и сердце сжалось от страха в бедный комочек, а ты должна сказать: что такое романтизм?... Маша писала: «Неистребимая жажда практического изменения жизни — вот что такое горьковский романтизм».
Но несмотря ни на что Маша пишет свою дипломную работу о… романтизме.
Весной внезапно с фронта в Москву приезжает её друг детства сержант Сергей Бочаров — на вручение Золотой звезды Героя Советского Союза. На его симпатию Маша не может ответить, но даёт обещание его ждать. Скоро она пожалеет об этом обещании — Митя по пути на фронт заедет к ней в Москву и попросит за прошлое прощение, но Маша не может нарушить обещание Сергею, и снова она расстается с Митей — в третий раз.
1 сентября 1944 года Маша становится учителем литературы и классным руководителем шестого класса «Б». Ученики дают Марии Кирилловне Строговой из-за имени-отчества прозвище «Капитанская дочка» — их не смутило, что героиня «Мария Кирилловна» не в этом одноимённом произведении А. С. Пушкина, а в романе «Дубровский». В эту же школу приходит работать её сокурскник по «третьему русскому» Юра Усков.
Перед молодой учительницей встают вопросы учёбы её беспокойных шестиклассников и их внеклассные проблемы.
- У тебя, Маша, начало хорошее.
- Но, тетя Поля, я не вижу конца.
- И не увидишь. Нет в нашей работе конца.
Кроме проблем с учениками у Маши заботы с Юрой Усковым. Он, провожая до дома у Никитских ворот учительницу Нину Сергеевну, неожиданно для себя влюбляется в неё, но не может признаться ей в этом — комсомольский вожак становится перед ней вдруг так же робок как её второклашки.
В марте Маша получает известие о том что Митя пропал без вести — в ночь на 4 февраля 1944 года в разведке попал в немецкую засаду.
На лавочке в Пушкинском сквере,  где она в третий раз рассталась с Митей, Маша, вспоминая последний их разговор, забывается и замерзает, а на следующий день в полубреду проводит пред инспекцией РОНО урок не по плану — по «Слову о полку Игореве». Завуч школы ставит на педсовете вопрос о профпригодности Строговой, но учителя и директор школы встают на сторону Маши.
Маша пишет Сергею письмо, что не может его ждать — теперь она навсегда связана с погибшим Митей, но внезапно получает на это письмо ответ от… Мити.